# Kevin Kiermaier
Kevin James Kiermaier (Fort Wayne, 22 aprile 1990) è un giocatore di baseball statunitense, esterno centro per i Toronto Blue Jays della Major League Baseball.

## Carriera

### Minor League (MiLB)
Kiermaier frequentò la Bishop Luers High School di Fort Wayne nell'Indiana, sua città natale. Dopo essersi diplomato si iscrisse al Parkland College di Champaign, Illinois dove venne selezionato nel 31º turno del draft MLB 2010, dai Tampa Bay Rays, con cui debuttò nello stesso nella classe Rookie. Nel 2011 partecipò esclusivamente al campionato della classe A. Nel 2012 giocò principalmente nella classe A-avanzata, ma disputò anche qualche partita nella classe Rookie e nella Tripla-A.

### Major League (MLB)

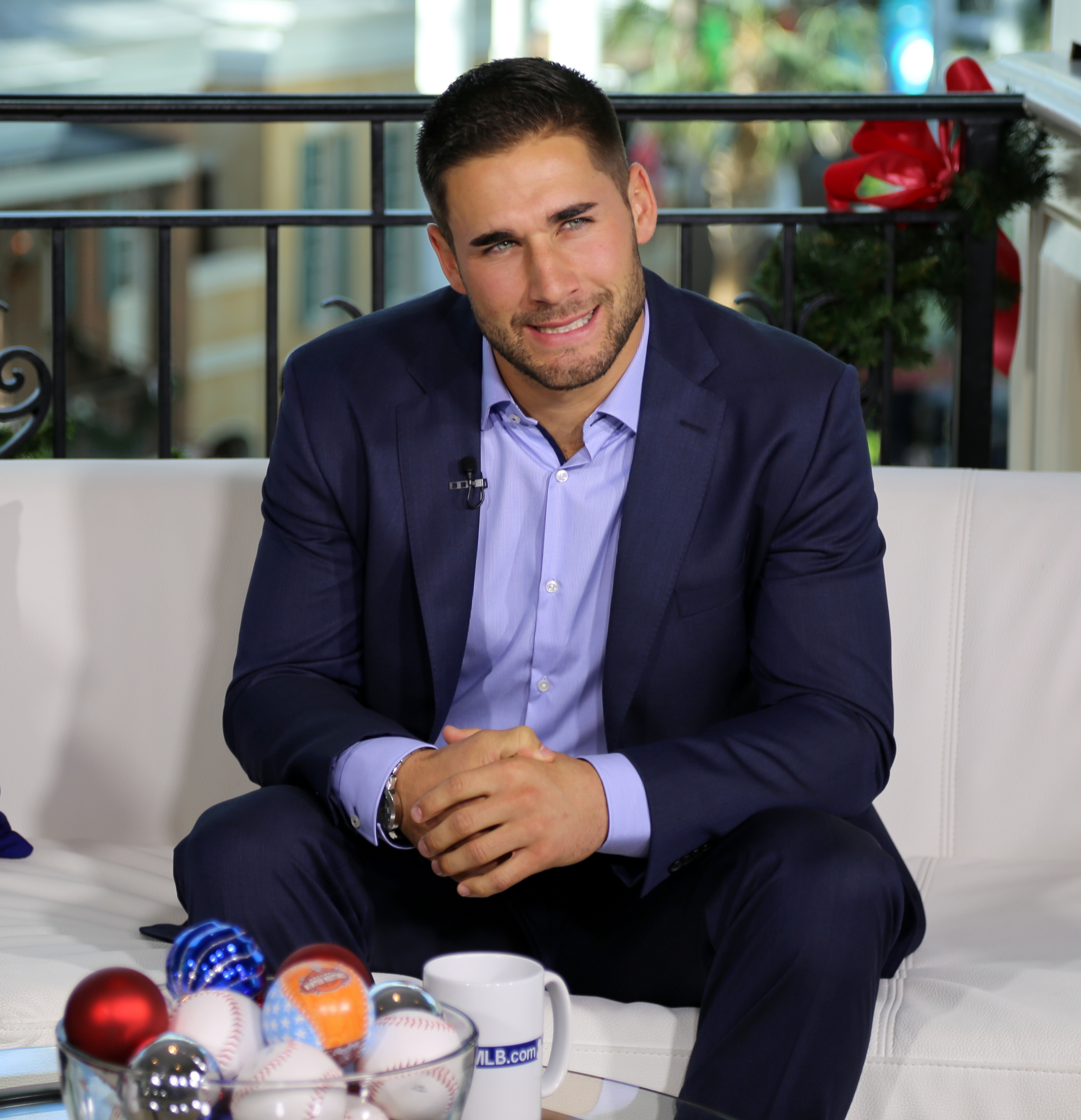
Kiermaier nel 2015

Kiermaier debuttò nella MLB il 30 settembre 2013, al Rangers Ballpark di Arlington contro i Texas Rangers. Completò la stagione con unica apparizione nella MLB e 136 partite disputate nella minor league, di cui 97 nella Doppia-A e 36 nella Tripla-A.
Il 18 maggio 2014, Kiermaier batté il suo primo fuoricampo.
Nel 2015, Kiermaier vinse i suoi primi premi, il Fielding Bible Award, il Guanto d'oro e il Guanto di Platino.
Il 21 maggio 2016, nel tentativo di catturare una palla battuta da James McCann dei Tigers, Kiermaier si fratturò due ossa della mano sinistra. Dopo essersi operato ricominciò ad'allenarsi il 27 maggio. Al termine della stagione venne premiato con il suo secondo guanto d'oro di carriera.
Prima dell'inizio della stagione 2017, Kiermaier firmò un contratto valido 6 anni dal valore complessivo di 53.5 milioni di dollari con i Rays.
Il 9 giugno 2017, Kiermaier venne inserito nella lista degli infortunati per una microfrattura dell'anca destra. Tornò in campo il 18 agosto contro i Mariners. Quest'anno non fu eleggibile per il guanto d'oro a causa del numero di inning inferiore ai requisiti.
Il 15 aprile 2018, Kiermaier si infortunò al pollice della mano destra mentre scivolava verso la seconda base. Il giorno seguente venne riscontrata una lacerazione del legamento che lo costrinse a un lungo periodo di assenza. Tornò in campo il 19 giugno contro gli Astros.
Nel 2019 vinse il suo terzo guanto d'oro di carriera, battendo Mike Trout e Jackie Bradley Jr.

## Palmarès

### Individuale
- Guanti d'Oro: 4

2015, 2016, 2019, 2023
- Guanto di Platino: 1

2015
- Defensive Player of the Year: 2

2016, 2018
- Fielding Bible Award: 1

2015